# Эриксон, Николай Адольфович
Николай Адольфович Эриксон (2 [14] июля 1890, Москва — 21 апреля 1942, Монреаль, Квебек) — российский морской офицер, в 1917—1918 годах командир крейсера «Аврора».

## Биография
Родом из семьи шведского происхождения. Обучался в Морском кадетском корпусе. С 1908 года — младший унтер-офицер. В 1910 году получил звание мичмана и зачислен на эскадренный миноносец «Молодецкий». В годы Первой мировой войны служил на канонерской лодке «Сивуч», откуда в 1915 году переведён на крейсер «Аврора». За участие в боевых действиях на Балтике награждён четырьмя боевыми орденами — Св. Станислава 3 и 2 степени, Св. Анны, Св. Владимира 4 степени.
В 1917 году имел звание лейтенанта. После бегства с корабля выборного командира, старшего лейтенанта Н. К. Никонова, 17 сентября 1917 года избран командой на должность командира крейсера «Аврора» и в этом качестве участвовал в событиях Октябрьского переворота.
В сентябре 1917 года сочетался браком с дочерью адмирала Ф. К. Авелана, которой приходился двоюродным братом (её мать Одалинда была старшей сестрой отца, Адольфа Адольфовича Эриксона) и которая была на 14 лет старше Николая. Согласно воспоминаниям родственников, брак был фиктивным, его целью было поддержать родственников.
Ушёл с должности командира крейсера в июле 1918 года, так как в июне крейсер был поставлен на консервацию. В ноябре 1919 г. был арестован по обвинению в принадлежности к подпольной организации в штабе Балтийского флота в Петрограде, краткое время находился в заключении, но был выпущен.
В начале 1920-х годов переезжает в Москву уже с новой женой Эммой Яковлевной (английского происхождения).
В 1922 году (согласно другим источникам — в 1925 году) эмигрировал в Швецию. В дальнейшем из Швеции переехал в Великобританию, а оттуда в Канаду. В эмиграции у него родился сын.